# 泰増寺

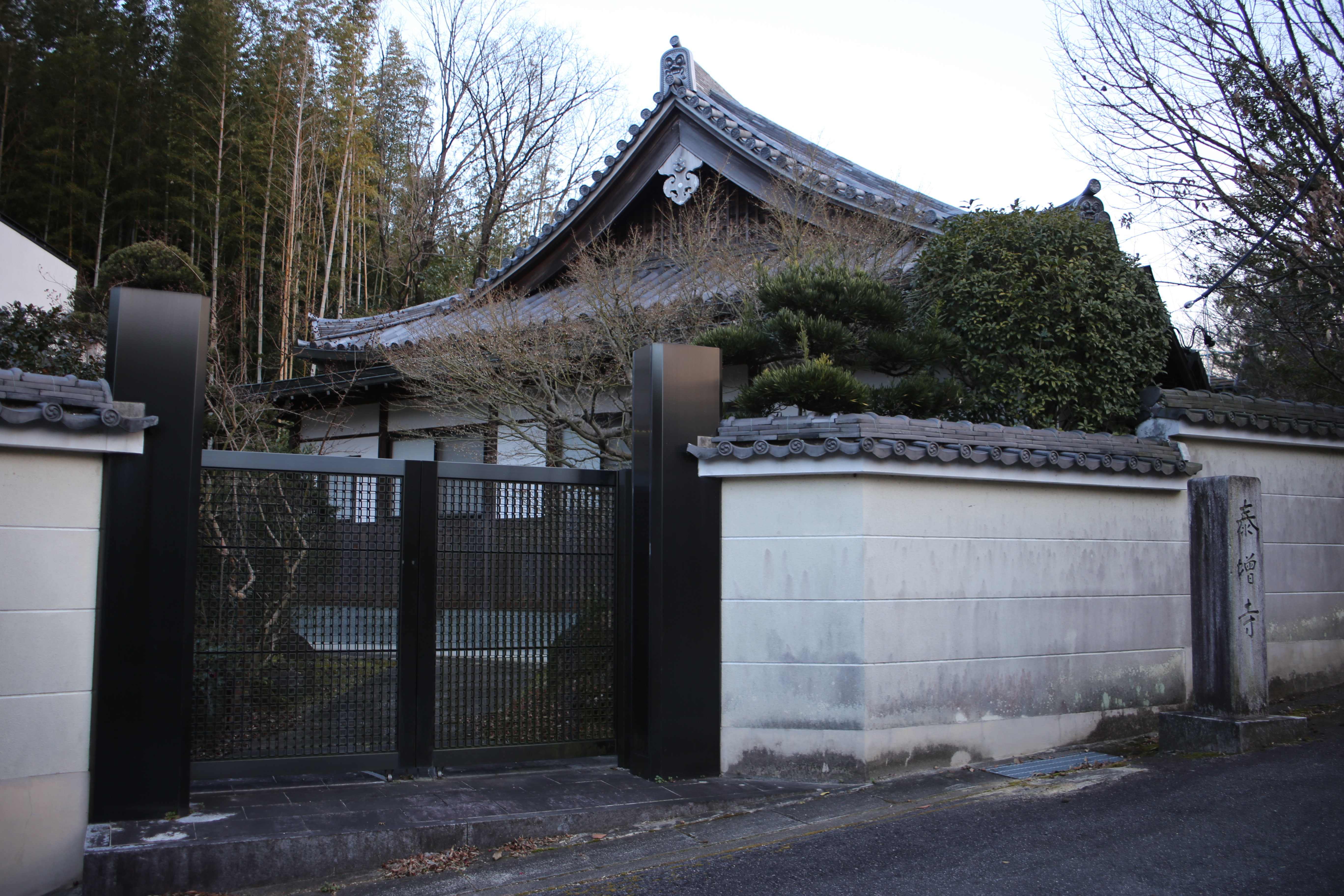
泰増寺

泰増寺（たいぞうじ）は、愛知県名古屋市天白区にある曹洞宗の寺院。山号は護国山。

## 概要
1494年（明応3年）3月、尾張国小牧に天台宗の僧侶である覚円房が創立した。ただしこれは荒廃し、美濃国平岩の僧・真常が清須下郷において再興を図ったが、洪水で流失する。1572年（元亀3年）、真言宗僧侶の正円が再建を志すが、失敗に終わる。天正年間、機運祖全の手によって、曹洞宗の寺院としてついに再興を果たした。清洲越しに際して、新栄町5丁目に移転。現在は愛知県天白区天白町平針黒石に所在する。